# Hipódromo Perla Antillana
El Hipódromo Perla Antillana fue un hipódromo ubicado en la ciudad de Santo Domingo, en el sector del Ensanche La Fe.  Fue inaugurado el 23 de febrero del año 1944 hasta el 1994. Actualmente se encuentra el Hospital General de la Plaza de la Salud (HGPS).

## Historia
La hípica dominicana comienza a desarrollarse en 1944, con la construcción del Hipódromo Perla Antillana, obra a cargo de los ingenieros asociados Alfredo González, Bienvenido Martínez Brea, José Antonio Caro y Guillermo González por órdenes de  Rafael Leónidas Trujillo Molina,quien era apasionado por las  carreras de caballo. Se estima que en su construcción se gastaron unos cinco millones de pesos
El 23 de febrero del año 1944 fue inaugurado como un campo deportivo, en cuyo óvalo se construyó un estadio de béisbol profesional, y que además estaba preparado para competencias de campo y pista para realizar la tradicional parada militar cada 27 de febrero. Su inauguración fue en ocasión de conmemorarse el primer centenario de la República, participando los ejemplares Relámpago, Tamayo, Jagüey y Cacique, en prueba a mil metros.
Según Luis Mena García el despegue de la hípica criolla se produjo en 1966 cuando el promotor y empresario Salomón Sanz Espejo (El Culebro), arrendó al Ayuntamiento del Distrito Nacional el Perla Antillana.
La puerta llamada la “Gatera del Perla” fue inaugurada el 8 de junio de 1944 y fue construida por Ferrer López Guzmán siendo  la primera gatera en el mundo autopropulsada con capacidad para nueve caballos.
El Hipódromo Perla Antillana fue sustituido por el actual Hipódromo V Centenario en 1995.

## Protagonistas
Jockey
- Celia Rosa Bautista (primera jockey dominicana)
- René Soriano
- Fernando Pichardo Mainardi
- Francisco Pichardo
- Elido Núñez
- Juan Ventura
- Juan Núñez
- Papito Matos
- Malik Núñez
- César Díaz
- René Vidal
- José Rosario
- Carlos Grullón
- Joel Rosario
- Juan Sanz
- Gaga y Luis Morel
- Leopoldo Estévez

Narradores
- Simón Alfonso Pemberton
- César Cruz Mordán (primer narrador 1944)
- Manuel Oscar Aybar Bonetti (primer narrador 1944)
- Leo Maloney
- César Cruz Mordán
- Napoleón Fabián
- Cuchito Álvarez
- Pepe Justiniano
- Enrique Espinosa Peynado (Pocho)
- Salvador Bernardito
- Billy Berroa
- Tirso Valdez
- Luis Napoleón Bergés (Ruffing)
- Manuel Jiménez Herrera
- Valentín González Rionda
- Max Reynoso
- César Daniel Medina Núñez

Entrenadores
- Eugenio Deschamps Mella
- Juan Corporán.
- Gustavo Díaz (Gutavito)